# Burning Blue Soul
Albums de The The
Soul Mining
(1983)
Burning Blue Soul est un album studio de The The, sorti le 7 septembre 1981 sous le nom de Matt Johnson mais réédité depuis 1993 sous le nom du groupe.

## Contenu
A peu près tous les instruments et les voix sont interprétés par Matt Johnson. L'album est produit par Bruce Gilbert et Graham Lewis du groupe Wire, Ivo Watts-Russell (le fondateur et président du label 4AD) et Johnson lui-même. Il précède Soul Mining, premier album officiel de Matt Johnson sous le nom de groupe The The (1983).

## Liste des titres
Toutes les chansons sont écrites et composées par Matt Johnson.
| No  | Titre                                 | Durée |
| --- | ------------------------------------- | ----- |
| 1.  | Red Cinders in the Sand               | 5:42  |
| 2.  | Song Without an Ending                | 4:35  |
| 3.  | Time (Again) for the Golden Sunset    | 3:51  |
| 4.  | Icing Up                              | 7:36  |
| 5.  | (Like a) Sun Rising Through My Garden | 5:01  |
| 6.  | Out of Control                        | 2:01  |
| 7.  | Bugle Boy                             | 2:27  |
| 8.  | Delirious                             | 3:33  |
| 9.  | The River Flows East in Spring        | 3:33  |
| 10. | Another Boy Drowning                  | 5:53  |

## Musiciens
- Matt Johnson : voix, multi-instruments
- Bruce Gilbert : guitare, piano
- Graham Lewis : guitare, piano